# Карпенко Любов Григорівна
Любов Григорівна Карпенко (*25 серпня 1949, село Пашківка Ніжинського району, Чернігівська область) — українська поетеса, членкиня НСПУ.

## Життєпис
Дитинство провела в селі Дорогинка Ічнянського району Чернігівської області.
Поетеса мешкає в місті Ічня Чернігівської області.

## Творчість
У 2002 році вийшла в світ перша книжка поезій «Тепло долонь». 
Згодом були видані поетичні збірки:
- «Осені печаль»,
- «Сховаю в серці я зорю»,
- «На крилі у долі»,
- «Подих вітрів»,
- «Скошене серце»,
- «Сніги, сніги…»,
- «Склянка полину»,
- «Переймаю вітри».

Вийшла друком збірка пісень «Мелодії душі на струнах серця».
Також побачили світ пʼять дитячих книжок:
- «Передзвін»,
- «Ведмідь і бджоли»,
- «Дзвони дитинства»,
- «Дивокрай»,
- «Киця Пуша».

Друкувалася в журналі «Літературний Чернігів», київських часописах, журналах «Адвентистський вісник», «Отчий поріг», антологіях «Сонячна мальвія» (видавництво «Задруга», Київ), «Склянка часу», німецько-російсько-українських антологіях «Autumnus», «Bruma», «Антологія сучасної новелістики та лірики України. Політика» (це видання стало лауреатом 11-го всеукраїнського конкурсу «Книжка року — 2009» у номінації «Сучасна поезія та афористика»), «Радосинь–20» (видавництво «Задруга», Київ). Друкувалася в районних газетах «Трудова слава», «Ічнянщина», «Ніжинський вісник».
Співавторка циклу поезій в опублікованій під псевдонімом збірці Ігоря Качуровського «Parodiarium Хведосія Чички: Пародії, шаржі, епіграми, літературні жарти», виданій у Дрогобичі 2013 року.
Окремі вірші перекладено болгарською та російською (переклади опубліковано в альманахах «Денница» та «Утренняя заря», Софія, Болгарія).
Вірші в авторському виконанні звучали по обласному радіо в передачі «Сонячні кларнети», на всесвітньому каналі Українського радіо в радіожурналі «Україна літературна» та радіопередачах «Берегиня», «Якщо не ми», «Літературні читання».

## Громадська діяльність
Член Національної спілки письменників України (2014), член спілчанського літоб’єднання «Радосинь». 

## Відзнаки
Лауреат обласного конкурсу «Краща книга — 2004» в номінації «Поезія» за книжку  «Сховаю в серці я зорю» та «Краща книга — 2010» за книгу «Сніги, сніги…». 
Лауреат ічнянської літературної премії імені Василя Чумака.